# Água Viva (romance)
Água Viva é um livro da autora Clarice Lispector, publicado pela primeira vez em 1973 pela editora Artenova. Considerada pela própria autora como uma obra de ficção, críticos entendem que o livro não tem um gênero literário definido, perpassando os gêneros de romance, ensaio e poesia. Como outras obras da autora, o livro é caracterizado pelo fluxo de consciência, sendo composto por um fluxo contínuo de palavras e não havendo nele qualquer divisão no texto a não ser as indicações de início de um novo parágrafo. Considera-se que nesta obra Lispector se libertou dos limites da típica estrutura narrativa.  A narradora da obra é uma pintora que reflete sobre diversos aspectos da existência humana.